# Isothrix bistriata
Espèce
Statut de conservation UICN

 LC  : Préoccupation mineure
Isothrix bistriata est une espèce de rongeurs de la famille des Echimyidae. C'est un « rat épineux » d'Amérique latine.
Cette espèce a été décrite pour la première fois en 1845 par le zoologiste et archéologue allemand Johann Andreas Wagner (1797-1861).  

## Liste des sous-espèces
En 2005, Louise Emmons révise la taxinomie du genre Isothrix et considère orinoci - traditionnellement traité comme une sous-espèce de I.bistriata (Isothrix bistriata orinoci) - comme suffisamment différencié pour mériter le statut d'espèce à part entière : Isothrix orinoci.
Selon Mammal Species of the World (version 3, 2005)  (21 novembre 2013) :
- sous-espèce Isothrix bistriata bistriata
- sous-espèce Isothrix bistriata orinoci - synonyme de l'espèce Isothrix orinoci